# Kranjska kuščarica
Kranjska kuščarica (znanstveno ime Zootoca vivipara carniolica, prej Lacerta vivipara var. carniolica) je podvrsta živorodne kuščarice.
Podvrsta je bila opisana leta 2000 po primerku, najdenem na Snežniku, na nadmorski višini 1250 m. Domnevno je razširjena po vsej Sloveniji, na južnem Koroškem v Avstriji ter na severovzhodu Italije. Od večine drugih predstavnikov vrste se razlikuje predvsem po tem, da je pri njej ohranjena jajcerodnost, podobno kot pri populacijah na jugozahodu Evrope, od katerih pa se jasno loči po genetskih značilnostih.